# Pallati i Kongreseve
Pallati i Kongreseve (svenska: Kongresspalatset) är en kongressbyggnad i Albaniens huvudstad Tirana. Kongresspalatset började byggas år 1982, och stod färdigt fyra år senare, 1986. Sedan år 1989 har den albanska musiktävlingen Festivali i Këngës arrangerats i byggnaden. Även Kënga Magjike har sedan starten år 1999 hållit till i kongresspalatset (med undantag för år 2004). Den stora salen i byggnaden har plats för 7 785åskådare.
Byggnaden är uppförd i postmodern stil och ligger utmed boulevarden Dëshmorët e Kombit i centrala Tirana, jämte Tiranas universitet och den numer demolerade Qemal Stafa-stadion. Kongresspalatset byggdes under diktatorn Enver Hoxhas tid av arkitekten Klement Kolaneci. Inledningsvis höll det Albanska arbetets parti sina partikongresser i byggnaden.